# Jozef Antošík
Jozef Antosik (22. ledna 1912 Poniky – 23. listopadu 2005) byl slovenský spisovatel a prozaik.

## Životopis
V letech 1930 až 1934 absolvoval Státní vyšší hospodářskou školu v Košicích, v následujících letech 1934-1938 studoval Vysokou školu zemědělskou v Brně, kde byl předsedou slovenského spolku Kriváň. Po studiích působil v Bratislavě jako ředitel mlékárenského družstva, byl předsedou zemědělského sdružení a v letech 1945 až 1948 působil jako odborný předseda Státního osidlovacího úřadu. V roce 1948 emigroval do Německa, od roku 1949 do roku 1956 vedl realitní kancelář v Kanadě a v letech 1956 a 1989 v Chicagu. V roce 1989 se vrátil na Slovensko.
Je autorem několika románů, které vycházely v období prvního Slovenského státu ve více vydáních. Debutoval moralizujícím románem Skrížené cesty (1940). Po odchodu do emigrace se literárně odmlčel.

## Dílo
- Skrížené cesty (1940)
- Začarovaný kruh (1940)
- Živé duše (1940)
- Veľká ilúzia (1942)
- Na prahu života (1943)